# Tentative d'assassinat de Salman Rushdie
La tentative d'assassinat de Salman Rushdie se produit le 12 août 2022, lorsqu'un homme poignarde à plusieurs reprises le romancier anglo-américain d'origine indienne alors qu'il s'apprêtait à donner une conférence publique à la Chautauqua Institution (en) à Chautauqua aux États-Unis,,. Le cofondateur de City of Asylum (en), Henry Reese, qui était également sur l'estrade et s’apprêtait à interviewer Rushdie, a subi une légère blessure à la tête. 
Un policier de l'État de New York et un adjoint du shérif, qui étaient tous deux sur les lieux, ont appréhendé un homme de 24 ans identifié comme étant Hadi Matar. Matar a été inculpé le lendemain de tentative de meurtre et agression.
Une ambulance aérienne a transporté Rushdie vers un hôpital à proximité d'Érié, en Pennsylvanie. Le romancier, ayant subi de nombreuses lésions, notamment au foie et à un œil, a subi une intervention chirurgicale et a été placé sous respirateur artificiel. Deux mois après l’agression, son agent littéraire, Andrew Wylie, a confirmé à l'Associated Press que Rushdie avait perdu l’usage d’un œil et d’une main.
En février 2025, Hadi Matar est finalement reconnu coupable par un jury américain, de tentative de meurtre et d'agression pour son attaque au couteau contre Salman Rushdie en 2022.
Rushdie fait l'objet depuis 1989 d'une fatwa (« contrat » sur sa tête, assorti d’une prime de 1 million de dollars) lancée par l'ayatollah Rouhollah Khomeini, appelant à son assassinat après la publication de son livre Les Versets sataniques, suscitant la controverse et l'obligeant à se cacher. Ces dernières années, les mesures de sécurité qui l'entouraient avaient été assouplies, malgré la confirmation de la fatwa par chaque successeur de Rouhollah Khomeini, et la réactualisation régulière de la prime, qui atteint depuis les 3 millions de dollars.

## Déroulement des événements

### Contexte
Le quatrième roman de Salman Rushdie, Les Versets sataniques, a suscité à la fois des éloges de la critique et des menaces de la part des musulmans radicaux après sa publication en 1988. En 1989, l'ayatollah Khomeiny, le guide suprême de l'Iran, a émis une fatwa appelant à l'assassinat de Rushdie,, contraignant Rushdie à se cacher pendant plusieurs années. Dans les années qui ont précédé le coup de couteau, Rushdie a allégé son dispositif de sécurité, et le festival Chautauqua où il intervenait était connu pour être « accessible » et avoir un « environnement détendu ». 
La prime sur la tête de Rushdie, de trois millions de dollars américains, n'a jamais été levée, même si en 1998 le gouvernement iranien a cherché à se séparer de la fatwa et s'est engagé à cesser d'insister pour qu'elle soit exécutée. Cependant, le guide suprême de l'Iran, l'ayatollah Ali Khamenei, a réaffirmé en 2017 que l'édit restait en vigueur, déclarant : « Le décret est celui que l'imam Khomeiny a publié, ».
Dans la foulée, la Fondation des 15 Khordad, qui s'était dite prête à payer, est restée silencieuse et a refusé de répondre à l'Associated Press. 
Deux semaines avant d'être poignardé, Rushdie a déclaré au magazine allemand d'actualité Stern que « dernièrement, ma vie est redevenue tout à fait normale » et que les réseaux sociaux auraient rendu sa vie « plus dangereuse, infiniment plus dangereuse » s'ils avaient existé dans les années 1980.

### Attaque
Le 12 août 2022, vers 10 h 47 EDT, un homme s'est précipité sur la scène de l'établissement Chautauqua, où Rushdie était sur le point de donner une conférence sur les États-Unis en tant que refuge pour les écrivains exilés. L'agresseur l'a poignardé à l'abdomen et au cou, selon la police et des témoins, s'efforçant de poursuivre l'attaque alors même que plusieurs personnes le retenaient. Le cofondateur de City of Asylum (en), Henry Reese, était également sur scène à ce moment, sur le point de commencer à interviewer Rushdie ; il a subi une légère blessure à la tête lors de l'agression. Un médecin, qui était présent à la conférence, s'est immédiatement occupé de Rushdie.
Un soldat de l'État de New York et un adjoint du shérif, tous deux présents à l'événement, ont arrêté l'agresseur sur les lieux,,.
Rushdie a été transporté par hélicoptère à l'UPMC Hamot (en), un hôpital de niveau tertiaire à Erie, en Pennsylvanie. L'agent littéraire du romancier, Andrew Wylie, a déclaré dans la soirée du 12 août que Rushdie avait subi une intervention chirurgicale, avait été placé sous respiration artificielle, et était incapable de parler en raison de l'étendue de ses blessures. Wylie a déclaré que Rushdie risquait de perdre un de ses yeux, en plus de la possibilité de lésions hépatiques et de plusieurs nerfs sectionnés dans un bras,.
Le 13 août, un procureur de district local a expliqué la nature des blessures de Rushdie, confirmant quatre blessures dans la zone de l'estomac, trois blessures sur le côté droit de la partie avant de son cou, une blessure à l'œil droit, une blessure à la poitrine et une blessure à la cuisse droite. Plus tard dans la journée, Wylie a confirmé à l'Associated Press — en réponse à un commentaire d'un des amis écrivains de Rushdie — que Rushdie avait été retiré de la respiration artificielle et était capable de parler et de plaisanter,. Le lendemain, Wylie a annoncé que le « chemin du rétablissement » avait commencé pour Rushdie et que « ce sera long; les blessures sont graves, mais son état donne espoir. »

### L'accusé
La police a identifié le suspect comme étant Hadi Matar, un homme de 24 ans de Fairview, New Jersey,,. Il est né aux États-Unis. Ses parents ont émigré de Yaroun au sud du Liban. Les journalistes qui ont visité son village natal de Yaroun ont vu des drapeaux du Hezbollah soutenu par l'Iran et des portraits de Hassan Nasrallah, Ali Khamenei, Ruhollah Khomeini et Qasem Soleimani. Le Hezbollah a ordonné aux journalistes de partir.
Une source des forces de l'ordre a déclaré aux informations locales que les comptes de Matar sur les réseaux sociaux indiquaient un soutien au Corps des gardiens de la révolution islamique et à « l'extrémisme chiite ». Le New York Post, faisant référence aux forces de l'ordre, a rapporté que Matar avait exprimé des opinions en faveur du gouvernement iranien. Matar était porteur d'un faux permis de conduire portant un nom évoquant celui d'un militant du Hezbollah tué, Imad Mughniyeh,,. Matar avait obtenu un pass[pas clair] pour assister à l'événement,,.
Les partisans du Hezbollah ont salué l'agresseur sur les réseaux sociaux, le qualifiant de héros et utilisant le hashtag « holy stabbing » dans les publications.

### Enquête
L'enquête sur la tentative d'assassinat de Rushdie est menée par la police de l'État de New York, avec l'aide du Federal Bureau of Investigation et du procureur du comté de Chautauqua. 
Le suspect, Matar, a été inculpé par un tribunal d'État de tentative de meurtre au deuxième degré et d'agression au deuxième degré et placé en détention provisoire sans caution. Par l'intermédiaire d'un avocat, il a plaidé non coupable des accusations,.

## Conséquences

### Réactions
Un porte-parole de l'administration Biden aux États-Unis a publié une déclaration condamnant publiquement l'attaque. Le Premier ministre britannique Boris Johnson, le Premier ministre australien Anthony Albanese, le président français Emmanuel Macron, le Premier ministre canadien Justin Trudeau et le chancelier allemand Olaf Scholz ont également fait des déclarations d'indignation face à l'attaque et ont exprimé leurs meilleurs vœux pour Rushdie,,,,,. En Inde, le gouverneur du Kerala, Arif Mohammad Khan, a déclaré à The Indian Express : « Dans une société civilisée, il n'y a pas de place pour la violence ou pour se faire justice soi-même. Cet acte odieux mérite une condamnation sévère. » La réaction en Inde, où se déroule le roman et qui a été le premier à l'interdire, a été peu affirmée par la plupart des dirigeants politiques, des écrivains et des personnalités publiques, à l'exception de quelques-uns, restant silencieux sur la question. Le Guardian a noté que le silence sur la question des dirigeants musulmans indiens était dû à l'intensification des tensions religieuses dans le pays ces dernières années, qu'ils ont choisi de ne pas aggraver davantage avec le parti au pouvoir Bharatiya Janata, qui est également resté silencieux. Natwar Singh, l'ancien ministre des Affaires étrangères qui avait initialement conseillé au Premier ministre indien de l'époque, Rajiv Gandhi, d'interdire le livre, a justifié ses actions au lendemain de l'attaque en disant : « Le monde musulman tout entier va s'embraser. Nous avons un grand nombre de musulmans et ce que contient le livre n'est pour le moment pas acceptable. » Parmi les politiciens indiens qui ont condamné l'attaque figuraient Shashi Tharoor et Karti Chidambaram du Congrès national indien, le secrétaire général du Parti communiste indien (marxiste) Sitaram Yechury, le chef du Parti communiste indien (marxiste-léniniste) Kavita Krishnan et la députée Shiv Sena Priyanka Chaturvedi, .
Le PDG de PEN America (en) a commenté : « Nous ne pouvons pas immédiatement penser à un incident comparable d'attaque violente publique contre un écrivain lors d'un événement littéraire ici aux États-Unis. » Le New York Times a rapporté que l'incident a envoyé « des ondulations de » choc et d'horreur « à travers le monde littéraire ». Les lauréats du prix Nobel Kazuo Ishiguro et Abdulrazak Gurnah ont été parmi les premiers à publier des déclarations défendant Rushdie, tandis que ses collègues lauréats du prix Booker Ian McEwan et Arundhati Roy ont également condamné l'agression. L'experte en études islamiques Kylie Moore-Gilbert a écrit : « Plus de 30 ans et une prime de 3 millions de dollars plus tard, la fatwa empoisonnée de Khomeiny a finalement rattrapé Salman Rushdie. Une journée noire pour les libertés de parole, d'expression, de religion et de conscience. Un jour tragique pour la littérature. » Behrouz Boochani, un journaliste iranien en exil, a condamné l'agression au couteau de Rushdie, la qualifiant d'« atteinte à la liberté d'expression ».  Paul Tighe, secrétaire du Conseil pontifical pour la culture, s'est exprimé en faveur de Rushdie en inaugurant une exposition le lendemain de l'attaque. 
L'assaut contre Rushdie a coïncidé avec un regain d'intérêt pour l'obtention d'exemplaires des Versets sataniques, le roman étant classé numéro treize sur Amazon.com l'après-midi suivant. 
L'Iran n'a pas officiellement commenté l'attaque contre Rushdie. Selon The Observer, de hauts responsables iraniens ont lié l’attaque au couteau aux pourparlers nucléaires entre l’Iran et les États-Unis. L'analyste politique irano-américain Mohammad Marandi a écrit : « Je ne verserai pas de larmes pour un écrivain qui propage une haine et un mépris sans fin pour les musulmans et l'islam » et a fait allusion aux pourparlers nucléaires et, aussi, à John Bolton. En Iran, l'attaque a été largement saluée par les journaux et le radiodiffuseur d'État, qui ont qualifié Rushdie d’apostat (celui qui a renoncé à sa religion),,,. Le Hezbollah soutenu par l'Iran a nié toute connaissance préalable de l'incident.
L'écrivain britannique JK Rowling a reçu un message Twitter peu de temps après le coup de couteau de Salman Rushdie qui déclarait « vous êtes la prochaine ». Elle a partagé des captures d'écran et a déclaré que la police enquêtait sur l'incident,,.

### Les problèmes de sécurité
Des questions ont été soulevées après le coup de couteau de Rushdie au sujet de la sécurité lors de l'événement, bien qu'un soldat de l'État et un officier du shérif soient présents. Michael Hill, président de l'établissement Chautauqua, a déclaré qu'il s'était assuré que des agents des forces de l'ordre soient présents pour l'événement. Il a décrit l'agression contre Rushdie comme « ne ressemblant à rien dans l'histoire de l'institution depuis près de 150 ans ». Cependant, un témoin oculaire a affirmé qu'il n'y avait pas de sécurité sur scène,. Un avocat présent à l'événement a déclaré que la nourriture et les boissons n'ont pas pu être introduites dans l'amphithéâtre, mais qu'il n'y avait pas eu de contrôle des armes. 
Il est apparu que la direction de l'institution de Chautauqua n'avait pas tenu compte des recommandations de précautions de sécurité car elle estimait que cela éloignerait le public des orateurs.  À la suite de l'attaque, l'institution de Chautauqua a annoncé qu'elle obligerait les invités à fournir des pièces d'identité avec photo pour acheter des laissez-passer, qui pouvaient être achetés de manière anonyme auparavant. Les sacs portés seront également interdits dans l'amphithéâtre.